# Česnek žlutý
Česnek žlutý (Allium flavum) je druh jednoděložné rostliny z čeledi amarylkovité.

## Popis
Jedná se o vytrvalou cca 20–60 cm vysokou rostlinu s podzemní cibulí, cibule je vejčitá, tmavohnědá, asi 1–1,5 cm v průměru, obalné šupiny jsou blanité,. Lodyha asi v dolní třetině až polovině zahalena pochvami listů, celá rostlina je výrazně sivě ojíněná. Listy jsou přisedlé, čepele jsou čárkovité, polooblé a duté, slabě žlábkovité, až 20 cm dlouhé a asi 2 mm v průměru. Květy jsou uspořádány do květenství, jedná se o lichookolík stažený šroubel), který je dost řídký s nestejně dlouhými stopkami květů, pacibulky chybí. Květenství je podepřeno dvoudílným toulcem, který je vytrvalý s nestejně dlouhými díly, delší než květenství. Okvětní lístky jsou cca 5 mm dlouhé a 2 mm široké, žluté. Tyčinky jsou o něco delší než okvětí, nitky jsou bez zoubků, prašníky jsou žluté až fialové. Plodem je tobolka.

## Rozšíření ve světě
Jedná se o evropský druh, je rozšířen hlavně v jižní až jihovýchodní Evropě s přesahem do jižní části střední Evropy, na východ po evropskou část Ruska a Kavkaz.

## Rozšíření v Česku
V ČR je původní jen na jižní Moravě, kde roste na výslunných stepních stráních a na skalních stepích, jako typická součást panonské květeny. Někdy je pěstován i na skalkách jako okrasná rostlina a občas může být vysazen, např. Šárka v Praze.